# キャラ★フェス
キャラ★フェスは、主に香川県高松市常磐町商店街にて開催されるサブカルチャーイベント。

## 概要
「商店街発!サブカルチャーをキーワードにしたお祭り」をキャッチフレーズに、年間に2回ほど商店街の一部を利用し、アニメやマンガ、ゲームと言ったサブカルチャーコンテンツが集合するお祭りである。商店街の空店舗やスペースを利用し、それらのコンテンツを発表すると同時に、商店街の活性化にも繋がっているイベントである。

### イベント実施団体等
- 主催 - キャラフェス実行委員会（事務局：ブリーザーズスクエア）[2]
- 共催 - 高松常磐町商店街振興組合[2]
- 後援 - 四国新聞社 - FM香川 - FM815 - 香川こまち - 株式会社高松天満屋[2]

## 主な内容
主な内容を列挙する。詳細内容はその都度変更になる。

### ステージ
- スペシャルゲストステージ（外部ゲスト等の歌唱・演技・ダンスなど）
- アニソンカラオケ大会

など

### 常磐町商店街周辺エリア
- コスプレ（商店街内コスプレ可能）
- 痛車展示（車両進入禁止であるが、許可を得て駐車・展示）
- 各種学校作品展示（主に漫画など）
- 商店街放送ジャック（交通安全喚起・店舗放送を「萌えボイス」に変更）

など

## 過去に実施された地域など
- 香川県丸亀市
- 香川県仲多度郡琴平町

## 交通アクセス
- 高松琴平電気鉄道琴平線・長尾線・志度線 - 瓦町駅下車すぐ。